# Ryno Lundquist

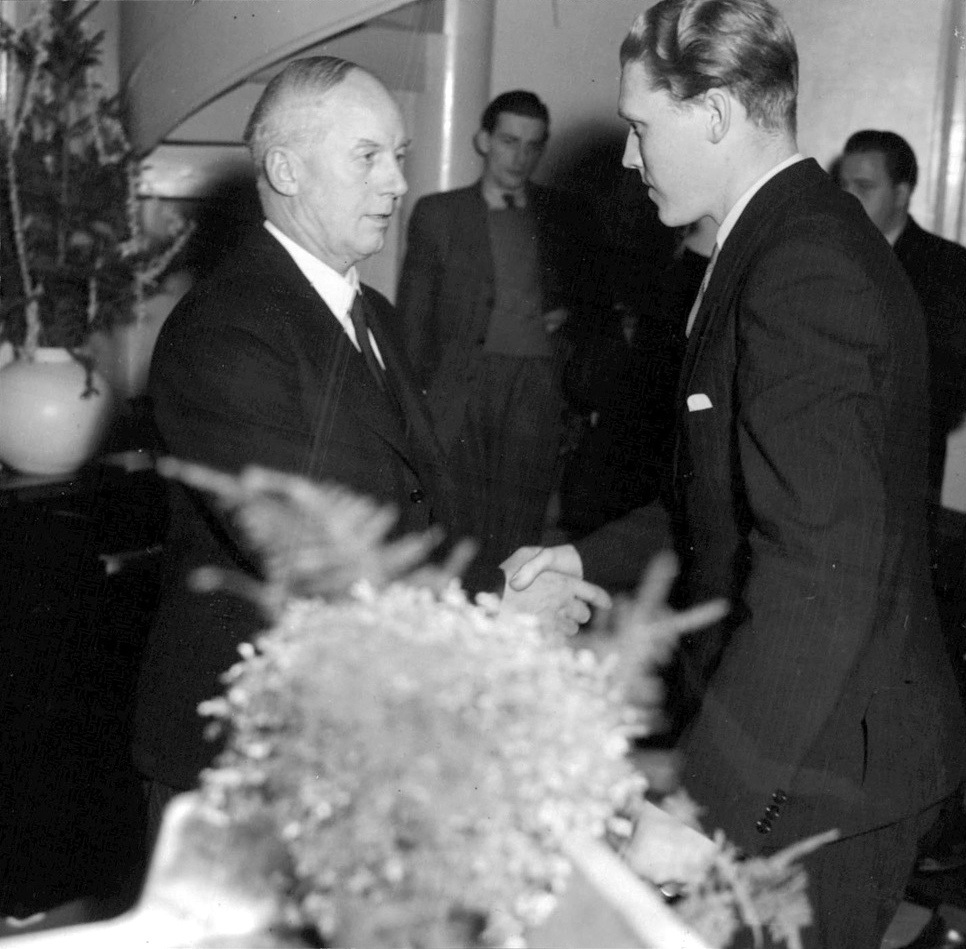
Ryno Lundquist (till vänster) avtackar en av Grafiska institutets första elever i december 1944.

Oscar Ryno Lundquist, född 20 maj 1891 i Stora Tuna socken, död 14 april 1975 i Stockholm, var en svensk lärare, skolrektor och verkstadsingenjör.
Ryno Lundquist var son till bibliotekarien Claes Andreas Ryno Lundquist. Han studerade vid Falu högre allmänna läroverk 1907-1910 och därefter vid Kungliga Tekniska högskolan och avlade en examen vid fackskolan för maskinbyggnadskonst och mekanisk teknologi där 1913. Lundquist arbetade som konstruktör vid Morgårdshammars mekaniska verkstads AB 1913-1916 och var lärare i matematik vid Norrbärke tekniska aftonskola 1914-1916 och vid Smedjebackens privata samskola 1915-1916. Han arbetade 1916-1918 som konstruktör vid AB Gröndals patenter 1916-1918 och var ritkontorschef och biträdande verkstadsingenjör vid AB Västeråsmaskiner i Morgongåva. Lundgren var 1920-1921 verkstadschef vid Ljunggrens Verkstads AB i Kristianstad, extralärare i bland annat mekanik vid Tekniska gymnasiet i Örebro 1921-1925 och blev 1921 besiktningsman för bland annat ångpannor.
Lundquist blev 1925 lektor i allmän mekanik, maskinlära med ritning och mekanisk teknologi vid Tekniska elementarskolan Norrköping och 1926 vikarierande rektor där och föreståndare för Ebersteinska söndags- och aftonskolan. 1928-1938 var han ordinarie rektor och föreståndare för de båda skolorna. Samtidigt var Lundquist från 1930 ordförande i Tekniska förbundet i Norrköping, från 1931 ledamot av styrelsen för Norrköpings kommunala mellanskola och för Norrköpings högre folkskolor samt 1933-1938 rektor vid Norrköpings stads yrkesanstalter. Han blev 1937 tillförordnat undervisningsråd i skolöverstyrelsen och då han tillträdde en post som undervisningsråd och ledamot av skolöverstyrelsen 1938 flyttade Lundquist till Stockholm. Han kvarstod på posten till 1943. Därtill blev han 1940 avdelningschef vid arbetsmarknadskommissionen, och var även vice ordförande där och chefens ställföreträdande 1942-1945 samt ledamot där 1942-1947. Lundquist var ledamot av 1940 års sakkunniga för den högre tekniska undervisningen 1940-1944, biträdde som expert 1940 års skolutredning 1942 och 1943, var ledamot av kommittén angående arbetsvård åt krigsskadade 1942-1944, av 1942 års civilanställningssakkunniga 1942-1944, överdirektör och chef vid överstyrelsen för yrkesutbildning 1943-1956 samt ordförande i 1944 års deltidstjänstutredning 1944-1946, småföretagsutredningen 1945-1946, kommittén angående den husliga utbildningens centrala ledning 1945-1946 och i 1948 års tekniska skolutredning 1948-1958. Lundquist var även ledamot av 1955 års sakkunniga angående bland annat yrkesutbildningens centrala ledning 1955-1959, ordförande i styrelsen för Tysta skolan, Statens hantverksinstitut, Grafiska institutet och Institutet för högre kommunikations- och reklamutbildning.